# Jeanvoinea
Jeanvoinea is een kevergeslacht uit de familie van de boktorren (Cerambycidae). De wetenschappelijke naam van het geslacht werd voor het eerst geldig gepubliceerd in 1934 door Pic.

## Soorten
Jeanvoinea omvat de volgende soorten:
- Jeanvoinea annulipes Pic, 1934
- Jeanvoinea borneensis Breuning, 1961